# BYD・シャーク
BYD シャーク（一部市場ではBYD シャーク 6 ）は、2024年からBYD が製造しているプラグインハイブリッドのミッドサイズピックアップトラック。2024年5月、BYD 初の小型商用車モデルとしてメキシコで発表された。ラダーフレームのシャーシをベースに、BYD のPHEV システムであるデュアル・モード・オフロード（DMO）ハイブリッド・ドライブトレインを搭載し、方程豹・豹5と共通のプラットフォームを採用している。

## 概要
BYD シャークは2024年5月14日にメキシコで発表された。BYD が国外で新車の発表を行ったのはこれが初めて。このピックアップトラックは、1.5リッター170kW（228ps；231PS）のターボチャージャー付きガソリンエンジンと2つの電気モーターを搭載し、合計320kW（429ps；435PS）の出力を持つ電動四輪駆動車である。BYD独自のLFPリチウムイオンブレードバッテリーを容量29.58kWh搭載し、電池セルとシャーシの融合技術を採用している。
0-100km/h 加速時間は5.7秒、燃費は7.5L/100km（13.3km/L、31.4mpg-US）と謳われている。牽引力は2,500kg、積載量は835kg で荷室容量は1,450L ある。

## 市場

### メキシコ
メキシコ市場向けのシャークには、GLとGSの2つのモデルが用意されている。